# Gennes (Doubs)
 Gennes  es una población y comuna francesa, en la región de Franco Condado, departamento de Doubs, en el distrito de Besançon y cantón de Besançon-Sud.

## Demografía
| 156 | 174 | 293 | 375 | 501 | 570 |
| Para los censos de 1962 a 1999 la población legal corresponde a la población sin duplicidades (Fuente: INSEE [Consultar]) |     |     |     |     |     |